# Svenska Grammofonstudion
Svenska Grammofonstudion är en inspelningsstudio i Göteborg. Studion ägs och drivs av basisten från The Soundtrack of Our Lives, Kalle Gustafsson Jerneholm.
Studion är 750 kvadratmeter stor och har 7 kontrollrum och en masteringstudio.
Utrustningsmässigt ligger fokus på klassisk inspelningsutrustning. Akustiken i lokalerna säkras med 10 meter i takhöjd. Studion är en så kallad residential studio vilket innebär att man även kan bo där när man spelar in.
Svenska Grammofonstudion samarbetar med Sveriges Radio och man sänder sedan 2006 P3 live session från studion. Sedan 2009 producerar Svenska Grammofonstudion avsnitt för Veckans konsert på SVT.
Bland mycket kända artister som använt delar av inspelningstekniken som används i studion återfinns The Rolling Stones, Michael Jackson, AC/DC, Miles Davis, Aretha Franklin, David Bowie, Led Zeppelin, Stevie Wonder och Johnny Cash. 